# Henry van de Velde

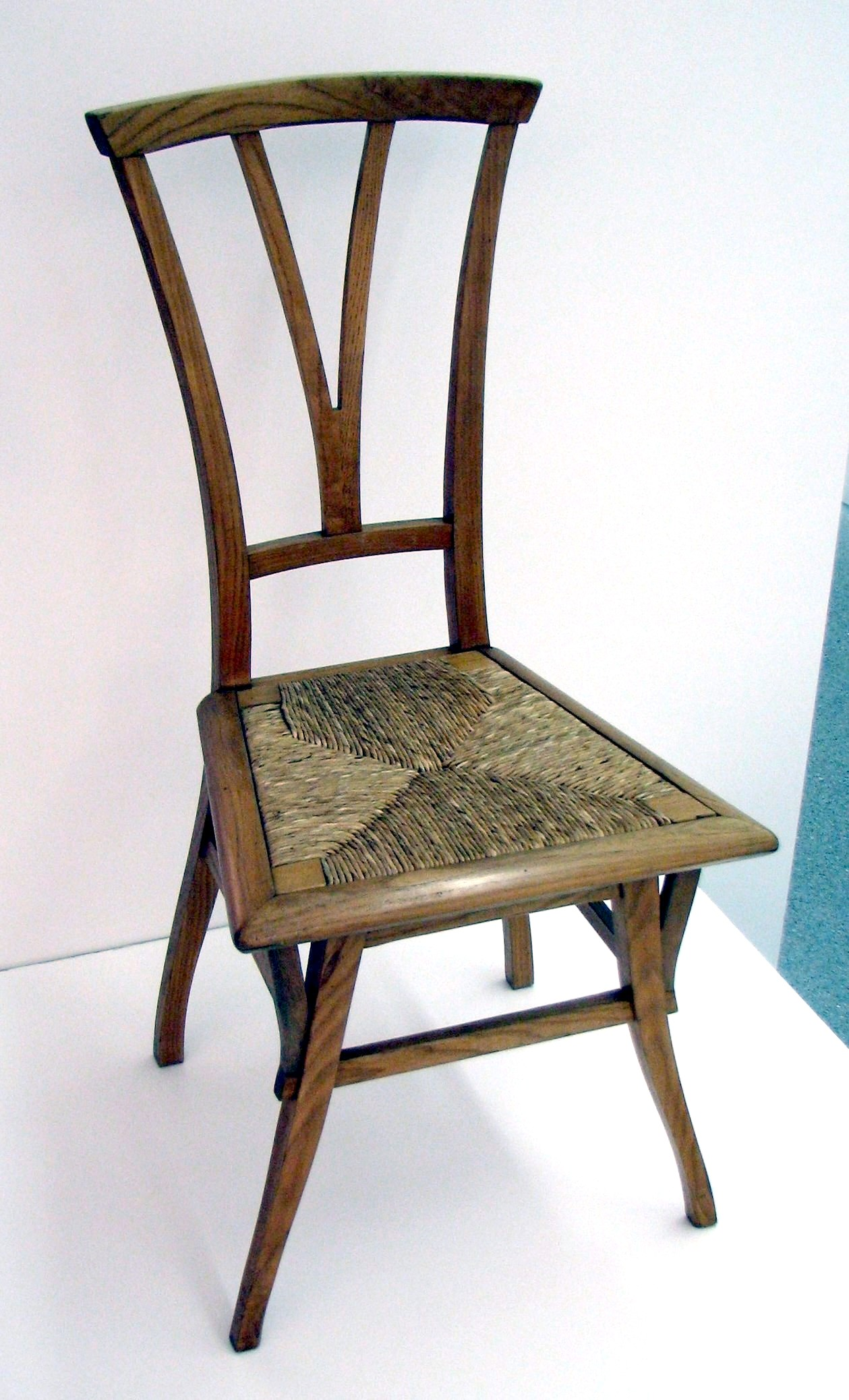
Cadira dissenyada per Henry van de Velde.

Henry van de Velde (Anvers, 3 d'abril de 1863 - Oberägeri, Suïssa, 15 d'octubre de 1957), fou un arquitecte, dissenyador industrial i pintor belga que va treballar en diversos països europeus. És considerat, conjuntament amb Victor Horta i Paul Hankar un dels fundadors del Modernisme a Bèlgica. Més tard va evolucionar cap al Racionalisme mostrant-se partidari de l'absència d'ornamentació.
Va treballar a París amb Siegfried Bing, el fundador de la primera galeria d'Art Nouveau. Van de Velde va passar la part més important de la seva carrera a Alemanya i es va convertir en una figura important del Jugendstil , la versió alemanya del modernisme. Va tenir una influència decisiva en l'arquitectura i el disseny alemanys a principis del segle xx.

## Werkbund i Bauhaus
El 1899 es va establir a Weimar, Alemanya, on va treballar com a assessor artístic de Guillem Ernest, Gran Duc de Sajonia-Weimar-Eisenach. El 1907 va establir l'Escola Gran-Ducal d'Arts i Oficis, sota el patrocini del Gran Duc. Van de Velde va dissenyar l'edifici de l'escola i va ser el seu primer director. Va haver de renunciar durant la Primera Guerra Mundial per ser estranger i va suggerir que l'arquitecte Walter Gropius el succeís. El 1919, l'Escola es va fusionar amb l'Acadèmia d'Art de Weimar per formar la famosa escola d'art modern, Bauhaus.
El 1907, va cofundar el Werkbund alemany, una associació per ajudar a millorar i promoure el disseny establint relacions estretes entre la indústria i els dissenyadors. S'oposaria a Hermann Muthesius a la famosa reunió del Werkbund de 1914, el debat de la qual marcaria la història de l'arquitectura moderna.
Van de Velde defensava el manteniment de la individualitat dels artistes, mentre que  Muthesius sostenia que l'estandardització era clau per al desenvolupament. Van de Velde va ser un defensor d'incorporar la lògica a totes les facetes del disseny, inspirant-se en l'aplicació dels enginyers de la raó i el càlcul.
Van de Velde va defensar les seves idees sobre l'art en escrits com L'art futur (1895) i Observacions generals per a una síntesi de les arts (1895). Pensava que totes les arts havien de subordinar-se a les arts decoratives, ja que millorant l'entorn de l'home, l'home millorava. Per aquest motiu dissenyava fins a l'últim detall dels seus espais.

## Obres importants
- Decoració interior del Museu Folkwang, a Essen (Alemanya).
- Teatre Werkbund, a Colònia (Alemanya).
- Biblioteca de la Universitat de Gant (Bèlgica).
- Museu Kröller-Müller d'Otterlo.
- Casa Miss Ansiue a Bèlgica
- Casa Baima